# Massanetta Springs
Massanetta Springs – jednostka osadnicza w Stanach Zjednoczonych, w stanie Wirginia, w hrabstwie Rockingham.